# Президентські вибори на Північному Кіпрі 2010
Президентські вибори у Північному Кіпрі відбулися 18 квітня 2010 року. Якби жоден із кандидатів не набрав більше половини голосів виборців у першому турі, то 25 квітня 2010 року пройшов би другий тур виборів.

## Кандидати
Головними кандидатами на пост глави республіки були чинний президент Мехмет Алі Талат від Турецької республіканської партії (тур. Cumhuriyetçi Türk Partisi, CTP) та чинний прем'єр-міністр Дервіш Ероглу від Партії національної єдності (тур. Ulusal Birlik Partisi, UBP). Парламентські вибори минулого року з мінімальною перевагою виграла партія прем'єра.
Талат підтримує переговорний процес щодо об'єднання острова на конфедеративних засадах з двох рівноправних частин, але з єдиним громадянством і єдиною зовнішньою політикою, натомість його опонент є прихильником ідеї створення двох окремих держав на Кіпрі.
П'ять інших кандидатів (усі самовисуванці): Мустафа Кемаль Тюмкан, Аріф Саліх Кирдаг, Зекі Бешіктепелі, Айхан Каймак і Тахсін Ертугрулоглу.

## Підсумки
Явка виборців склала 70%. Прогрес підрахунку голосів:
- 20% голосів виборців підраховано: Ероглу — 48.9%, Талат — 43.7%[5]
- 32% голосів виборців підраховано: Ероглу — 48.9%, Талат — 43.3%[6]
- 40% голосів виборців підраховано: Ероглу — 49.2%, Талат — 43.3%[7]
- 48% голосів виборців підраховано: Ероглу — 49.6%, Талат — 43.1%[8]
- 60% голосів виборців підраховано: Ероглу — 49.7%, Талат — 43.0%[9]
- 96% голосів виборців підраховано: Ероглу — 50.3%, Талат — 42.8%[10]

Підсумки Президетських виборів на Північному Кіпрі 18 квітня 2010 року
| Кандидат                                                   | партія                            | Голоси  | %     |
| ---------------------------------------------------------- | --------------------------------- | ------- | ----- |
| Дервіш Ероглу                                              | Партія національної єдності (UBP) | 61,491  | 50.38 |
| Мехмет Алі Талат                                           | Турецька республіканська партія   | 52,302  | 42.85 |
| Тахсін Ертугрулоглу                                        | Самовисування                     | 4,648   | 3.81  |
| Зекі Бешіктепелі                                           | Самовисування                     | 1,986   | 1.61  |
| Мустафа Кемаль Тюмкан                                      | Самовисування                     | 964     | 0.79  |
| Аріф Саліх Кирдаг                                          | Самовисування                     | 521     | 0.43  |
| Айхан Каймак                                               | Самовисування                     | 168     | 0.14  |
| Разом (явка 76.37%)                                        | Разом (явка 76.37%)               | 125,294 | 100   |
| Джерело: mahkemeler.net[недоступне посилання з липня 2019] |                                   |         |       |

## Реакція
Ероглу заявив, що продовжить мирні переговори з греками-кіпріотами, розпочаті Талатом 2008 року. Проте він наполіг на незалежності турко-кіпрського державного утворення, яке робить неможливим створення федеративного Кіпру відповідно до резолюцій ООН. Варто додати, що напередодні виборів президент Кіпру Дімітріс Хрістофіас, відкрито підтримав кандидатуру Талата і попередив, що у разі перемоги Ероглу не має наміру починати переговори заново